# امامزاده ولی
امامزاده ولی مربوط به دوره صفوی است و در شهرستان تاکستان بخش ضیاءآباد، خیابان امام، روبروی بانک ملی واقع شده و این اثر در تاریخ ۲۵ اسفند ۱۳۷۸ با شمارهٔ ثبت ۲۶۲۱ به‌عنوان یکی از آثار ملی ایران به ثبت رسیده است.